# Я — закон
«Я — Закон» (англ. I Am the Law) — американська драма режисера Едвіна Керева 1922 року з Еліс Лейк в головній ролі.

## У ролях
- Еліс Лейк — Джоан Кемерон
- Кеннет Гарлан — капрал Боб Фітцджеральд
- Розмарі Тебі — місіс Мордекс
- Гастон Гласс — Ральф Фітцджеральд
- Ной Бірі — сержант Мордекс
- Воллес Бірі — Фу Чанг